# Liste der aktuellen und ehemaligen Städte von Schleswig-Holstein
Liste der aktuellen und ehemaligen Städte von Schleswig-Holstein
kursiv: ehemalige Städte
- Ærøskøbing 1564–1749 Teil Schleswig-Holsteins, dtsch. auch Ärösköping, Ärösköbing
- Ahrensbök 1912–1933, weiterhin Gemeinde
- Ahrensburg
- Altona 1937 zu Hamburg
- Arnis
- Apenrade 1920 zu Dänemark
- Bergedorf 1937 zu Hamburg
- Bad Bramstedt
- Bad Oldesloe
- Bad Schwartau
- Bad Segeberg
- Bargteheide
- Barmstedt
- Bornhöved 1299–1426, weiterhin Gemeinde
- Bredstedt
- Brunsbüttel
- Brunsbüttelkoog 1948–1970, jetzt Teil der Stadt Brunsbüttel
- Büdelsdorf
- Burg auf Fehmarn bis 2003, jetzt Teil der Stadt Fehmarn
- Eckernförde
- Elmshorn
- Eutin
- Fehmarn
- Flensburg
- Friedrichstadt
- Garding
- Geesthacht
- Glinde
- Glücksburg
- Glückstadt
- Hadersleben 1920 zu Dänemark
- Haithabu etwa 770–1066 Wikingerstadt
- Heide
- Heiligenhafen
- Husum
- Itzehoe
- Kaltenkirchen
- Kappeln
- Kellinghusen
- Kiel
- Krempe
- Lauenburg
- Lemkenhafen 1462–1510, jetzt Teil der Stadt Fehmarn
- Löwenstadt 1158 kurzzeitige Stadtgründung
- Lübeck
- Lütjenburg
- Lunden 1529–1559, weiterhin Gemeinde
- Marne
- Meldorf
- Mölln
- Neumünster
- Neustadt in Holstein
- Niebüll
- Norderstedt
- Nortorf
- Oldenburg in Holstein
- Ottensen 1871–1889 Stadt, danach in die Stadt Altona eingemeindet, heute Teil des Hamburger Stadtteils Altona
- Pinneberg
- Plön
- Preetz
- Quickborn
- Ratzeburg
- Reinbek
- Reinfeld
- Rendsburg
- Rungholt 1362 untergegangen, Stadtrecht fraglich
- Schenefeld
- Schleswig
- Schwarzenbek
- Schwentinental
- Sonderburg 1920 zu Dänemark
- Tönning
- Tondern 1920 zu Dänemark
- Tornesch
- Travemünde 1913 zu Lübeck
- Uetersen
- Wahlstedt
- Wandsbek 1937 zu Hamburg
- Wedel
- Wesselburen
- Westerland 1905–2008, jetzt Teil der Gemeinde Sylt
- Wilster
- Wyk
- Zarpen etwa 1265 bis 1473, weiterhin Gemeinde